# Leptocerus
Genre
Leptocerus est un genre de phryganes à longues cornes de la famille des Leptoceridae.

## Présentation
Il y a plus de 140 espèces décrites dans le genre Leptocerus,,,.

## Liste des espèces
- Leptocerus agamemnon Malicky & Chantaramongkol, 1996 i c g
- Leptocerus agaue Malicky & Chantaramongkol, 1996 i c g
- Leptocerus agunachila Schmid, 1987 i c g
- Leptocerus akhunta Schmid, 1987 i c g
- Leptocerus allaeri Jacquemart, 1966 i c g
- Leptocerus americanus (Banks, 1899) i c g b
- Leptocerus amoenus (Ulmer, 1951) i c g
- Leptocerus amphioxus (Marlier, 1965) i c g
- Leptocerus anakus Gibbs, 1973 i c g
- Leptocerus anchises Malicky, 1997 i c g
- Leptocerus ankuchagraha Schmid, 1987 i c g
- Leptocerus anuradha (Schmid, 1958) i c g
- Leptocerus aprachasta Schmid, 1987 i c g
- Leptocerus argentoniger (Ulmer, 1915) i c g
- Leptocerus assimulans (Ulmer, 1916) i c g
- Leptocerus atidvaya Schmid, 1987 i c g
- Leptocerus atiraskrita Schmid, 1987 i c g
- Leptocerus atsou Schmid, 1987 i c g
- Leptocerus atyudatta Schmid, 1987 i c g
- Leptocerus australis (Marlier, 1965) i c g
- Leptocerus bahuchaka Schmid, 1987 i c g
- Leptocerus bangsaenensis Malicky & Chantaramongkol, 1991 i c g

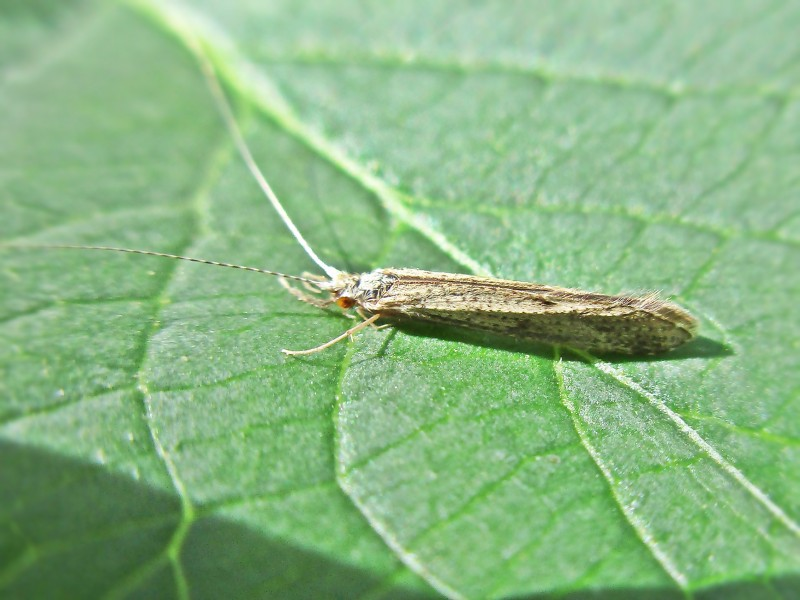
Leptocerus tineiformis.

- Leptocerus bheriensis Malicky, 1993 i c g
- Leptocerus bifascipennis (Ulmer, 1930) i c g
- Leptocerus bimaculatus (Martynov, 1936) i c g
- Leptocerus bitaenianus Yang & Morse, 2000 i c g
- Leptocerus biwae (Tsuda, 1942) i c g
- Leptocerus bosei Kimmins, 1963 i c g
- Leptocerus burmanus Kimmins, 1963 i c g
- Leptocerus canaliculatus (Ulmer, 1930) i c g
- Leptocerus cauliculus Yang & Morse, 2000 i c g
- Leptocerus chaktika Schmid, 1987 i c g
- Leptocerus charopantaja Schmid, 1987 i c g
- Leptocerus chatadalaja Schmid, 1987 i c g
- Leptocerus cheesmanae Kimmins, 1962 i c g
- Leptocerus cherrensis Kimmins, 1963 i c g
- Leptocerus chiangmaiensis Malicky & Chantaramongkol, 1991 i c g
- Leptocerus chyamavadata Schmid, 1987 i c g
- Leptocerus ciconiae Malicky, 1993 i c g
- Leptocerus circumflexus Mey, 1998 i c g
- Leptocerus cirritus Yang & Morse, 2000 i c g
- Leptocerus clavatus Kimmins, 1961 i c g
- Leptocerus clinatus Yang & Morse, 2000 i c g
- Leptocerus colophallus Yang & Morse, 1997 i c g
- Leptocerus coulibalyi Gibon, 1992 i c g
- Leptocerus datrayukta Schmid, 1987 i c g
- Leptocerus debilis (Navás, 1931) i c g
- Leptocerus dejouxi Gibon, 1984 i c g
- Leptocerus dicopennis (Hwang, 1958) i c g
- Leptocerus didymatus (Barnard, 1934) i c g
- Leptocerus diehli Malicky & Chantaramongkol, 1991 i c g
- Leptocerus dirghachuka Gordon & Schmid in Schmid, 1987 i c g
- Leptocerus foederatus (Ulmer, 1951) i c g
- Leptocerus funasiensis Kobayashi, 1985 i c g
- Leptocerus gracilis (Ulmer, 1912) i c g
- Leptocerus hamatus Yang & Morse, 2000 i c g
- Leptocerus inflatus Kimmins, 1962 i c g
- Leptocerus interruptus (Fabricius, 1775) i c g
- Leptocerus inthanonensis Malicky & Chantaramongkol, 1991 i c g
- Leptocerus intricatus (Mosely, 1939) i c g
- Leptocerus katakoroensis Gibon, 1986 i c g
- Leptocerus kchapavarna Schmid, 1987 i c g
- Leptocerus kritamukha Schmid, 1987 i c g
- Leptocerus lampunensis Malicky & Chantaramongkol, 1991 i c g
- Leptocerus lanzenbergeri Malicky & Chantaramongkol, 1991 i c g
- Leptocerus lauzannei Gibon, 1992 i c g
- Leptocerus longicornis Yang & Morse, 2000 i c g
- Leptocerus lusitanicus (McLachlan, 1884) i c g
- Leptocerus madhyamika (Schmid, 1961) i c g
- Leptocerus mahadbhuta Schmid, 1987 i c g
- Leptocerus mahasena (Schmid, 1958) i c g
- Leptocerus mahawansa (Schmid, 1958) i c g
- Leptocerus manichyana Schmid, 1987 i c g
- Leptocerus maroccanus Dakki, 1982 i c g
- Leptocerus masik Malicky, 1995 i c g
- Leptocerus mechakita Schmid, 1987 i c g
- Leptocerus mechavrichana Schmid, 1987 i c g
- Leptocerus merangirensis Malicky, 1993 i c g
- Leptocerus moselyi (Martynov, 1935) i c g
- Leptocerus mubalei (Jacquemart, 1961) i c g
- Leptocerus neavei (Mosely, 1932) i c g
- Leptocerus ophiophagi Malicky, 1993 i c g
- Leptocerus ousta Schmid, 1987 i c g
- Leptocerus parakum Chantaramongkol & Malicky, 1986 i c g
- Leptocerus pekingensis (Ulmer, 1932) i c g
- Leptocerus posticoides Malicky, 1995 i c g
- Leptocerus posticus (Banks, 1911) i c g
- Leptocerus prithudhara Schmid, 1987 i c g
- Leptocerus promkutkaewi Malicky & Chantaramongkol, 1991 i c g
- Leptocerus quilleverei Gibon, 1984 i c g
- Leptocerus rectus Kimmins, 1956 i c g
- Leptocerus sadbhuta Schmid, 1987 i c g
- Leptocerus sakantaka Schmid, 1987 i c g
- Leptocerus samchita Schmid, 1987 i c g
- Leptocerus samnata Schmid, 1987 i c g
- Leptocerus sarchtika Schmid, 1987 i c g
- Leptocerus sechani Gibon, 1992 i c g
- Leptocerus senarius Yang & Morse, 2000 i c g
- Leptocerus sibuyanus Malicky, 1993 i c g
- Leptocerus similis (McLachlan, 1875) i c g
- Leptocerus sinuosus Gibbs, 1973 i c g
- Leptocerus souta Mosely in Mosely & Kimmins, 1953 i c g
- Leptocerus speciosus Kimmins, 1956 i c g
- Leptocerus stephanei Gibon, 1992 i c g
- Leptocerus sudhara Schmid, 1987 i c g
- Leptocerus sukhabaddha Schmid, 1987 i c g
- Leptocerus suthepensis Malicky & Chantaramongkol, 1991 i c g
- Leptocerus sylvaticus Gibon, 1984 i c g
- Leptocerus taianae Gibon, 1992 i c g
- Leptocerus tayaledra Malicky, 1979 i c g
- Leptocerus telimelensis Gibon, 1992 i c g
- Leptocerus tineiformis Curtis, 1834 i c g
- Leptocerus tungyawensis Malicky & Chantaramongkol, 1991 i c g
- Leptocerus tursiops Malicky, 1979 i c g
- Leptocerus ukchatara Schmid, 1987 i c g
- Leptocerus ultimus Mey, 1998 i c g
- Leptocerus vakrita Schmid, 1987 i c g
- Leptocerus valvatus (Martynov, 1935) i c g
- Leptocerus wangtakraiensis Malicky & Chantaramongkol, 1991 i c g
- Leptocerus wanleelagi Malicky & Chantaramongkol, 1991 i c g

Sources : i = ITIS, c = Catalogue of Life, g = GBIF, b = Bugguide.net

## Espèces fossiles
Selon Paleobiology Database, en 2022, il y a deux espèces fossiles :
- †Leptocerus exanimis Théobald, 1937
- †Leptocerus solifemella Melnitsky & Ivanov, 2010 [7].